# Henry Jacques Garrigues
Henry Jacques Garrigues (6. června 1831 – 7. července 1913) byl americký lékař dánského původu a strýc manželky prvního československého prezidenta Tomáše Garrigue Masaryka.

## Dětství
Henri Jacques Garrigues se narodil v Kodani jako syn obchodníka Jacquese Louise Garrigue (1789–1854) a jeho manželky Cecilie Olivie Duntzfelt (1798–1863), která byla dcera dánského obchodníka Williama Duntzfelta a vnučka Frédérica de Coninck. Jeho neteř byla Charlotte Garrigue. Jeho sestřenice byla Malvine Garrigues, známá operní sopranistka.

## Kariéra
Henry vystudoval Kodaňskou univerzitu s lékařským diplomem v roce 1869. Po absolutoriu se Garrigues přestěhoval do Spojených států, kde bydlel a pracoval v New Yorku. Byl jmenován porodníkem v Newyorské porodnici a lékařem na gynekologickém oddělení německého ošetřovny (nyní nemocnice Lenox Hill). V roce 1877 se Garrigues stal členem Americké gynekologické společnosti a v roce 1897 byl jmenován viceprezidentem.

## Smrt
7. července 1913 zemřel Garrigues ve svém domě v Tryonu v Severní Karolíně ve věku 82 let. Je pohřben v tomto městě.